# غاوتشو (لاعب كرة قدم مواليد 1980)
غاوتشو (بالبرتغالية: Márcio Rodrigo Trombetta‏) هو لاعب كرة قدم برازيلي في مركز قلب الدفاع، ولد في 6 يوليو 1980 في Coronel Vivida ‏ في البرازيل. لعب مع جمعية بورتوغيزا الرياضية وغريميو بورتو أليغرينزي ونادي فورتاليزا.

## وصلات خارجية
- غاوتشو (لاعب كرة قدم مواليد 1980) على موقع قاعدة بيانات كرة القدم.إي يو (الإنجليزية)